# Gyomaendrőd
Gyomaendrőd este un oraș în districtul Gyomaendrőd, județul Békés, Ungaria, având o populație de 14.181 de locuitori (2011). 

## Istoria
Gyomaendrőd este un oraș foarte liniștit situat in sud-estul Ungariei, in județul Békés pe malul râului Hármas-Körös. Clima orașului este foarte continental, orele cu lumina soarelui ajungang anual la la 2000 de ore. Media precipitațiilor anual este de aproximativ 600 mm. Vizitarea orașului este foarte simplu atât cu mașina cat și cu trenul, pentru ca prin Gyomaendrőd trece drumul european numarul 46 si linia de tren numarul 4 avant ruta Budapesta-Szolnok-Békéscsaba- Lőkösháza.
Sãpãturile arheologice au dovedit faptul cã teritoriul acesta are o culturã de 7000 de ani. Aceastã culturã autohtonã a primit numele de cultura Körös. Populația acestei culturi au practicat agricultura si creșterea animalelor.
Spre finalul epocii de piatrã, teritoriul a fost cucerite de alte popoare, care au inceput sã construiascã case in pãmânt, au fabricat unelte si au inceput sã practice comerțul. Epoca de cupru (2500-1900 î.Hr) s-a dezvoltat destul de lent și nu a fost rãspândit in general, dar epoca bronzului (1800-750 î.Hr) a avut o mai mare importanțã pentru cã uneltele fabricate din bronz s-au rãspândit foarte repede și a avut o influențã mare asupra agriculturii. Pe lângã agriculturã, comerțul a inceput sã devinã incet-incet important. Arheologii au identificat 2 popoare: Illirii și Tracii.

## Atracție

#### Biserica Catolicã Sfântul Imre
Biserica catolicã din Endrőd a fost construitã în stilul baroc în anul 1804. Hramul bisericii este principele Sfântul Imre, care a fost și chipul principal al stemei orașului. Este consideratã un monument foarte valoros din cauza structurii bãnciilor din bisericã. Mai demult, biserica avea 5 clopote, dar au mai rãmas numai 3, aceste clopote având numele de Sfântul István, Szfântul Imre și Clopotul Sufletului.

#### Biserica Evangelicã din Gyoma
În anul 1830 ca Gyoma sa aiba populația minimã pentru a primii gradul de oraș și pentru a avea posibilitatea de a organiza târguri, au adus germani. Germanii au primit terenuri pentru locuințe, școli și biserici. Construirea bisericii a fost finalizatã in anul 1862, dar in anul 1887 a ars și a trebuit sa fie reconstruitã, care s-a finalizat in anul 1888. În curtele bisericii se afla douã monumente, una pentru victimelor taberelor de muncã din Uniunea Sovietica, alta pentru eroii anilor 1914-18.

#### Biserica Catolicã Inima lui Isus

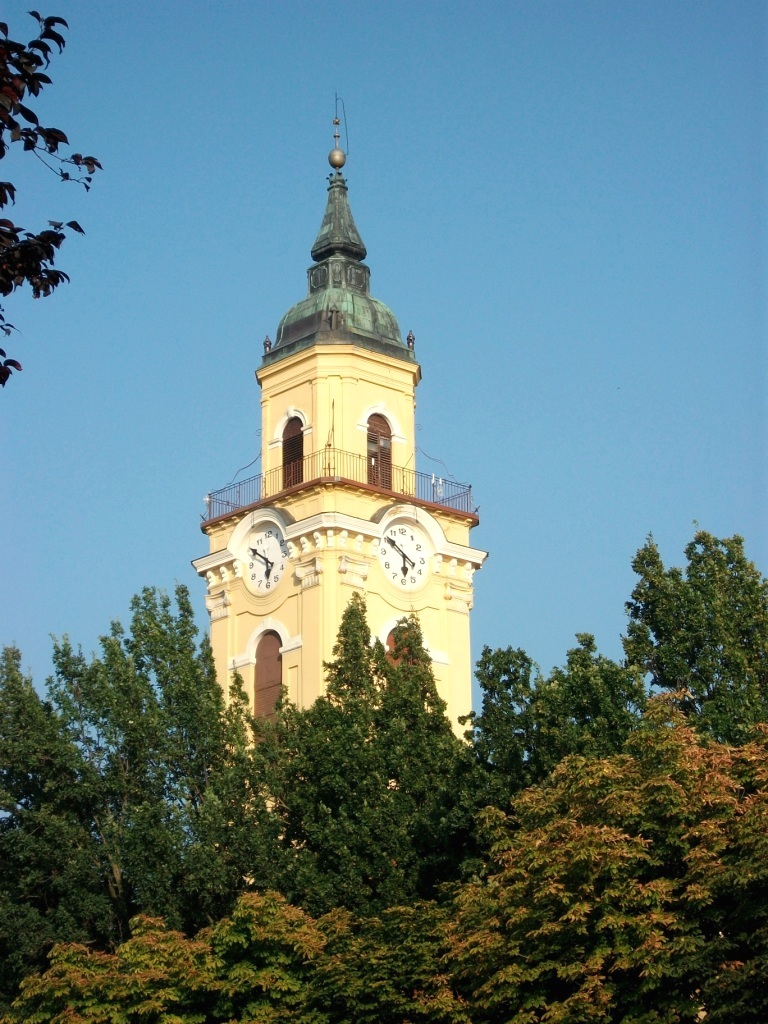

Biserica catolicã este situat in Gyoma, este Ierusalimul comunitãții catolice. Pe data de 8 Aprilie anul 1848 biserica împreunã cu parohia au ars și au fost reconstruite in anul 1862. Biserica este construitã in stilul neorenascentist și pictura altarului principel ilustreaza inimia lui Isus. La celãlalte altare se pot gãsi relicvele martirilor Sfântul Incze și Sfânta Fausztina.

#### Biserica Reformatã
Aceastã bisericã a fost construitã în nu mai puțin de 22 de ani. Fundamentul turnului a fost construitã in 1791. Înmânarea bisericii s-a intâmplat pe data de 8 August anul 1813. Orga din bisericã a fost construitã de pietrarul Papp Zsigmond. Ușele au fost fãcute tot de el din stejar.

#### Muzeul Tipografiei Kner
Muzeul Tipografiei Kner se află în fosta casă a lui Imre Kner . Din 1970,acolo există singurul muzeu tipografic din Ungaria. Expoziția permanentă a muzeului prezintă activitatea membrilor familiei și a Editurii Kner începând din anul inființării, 1882, și până în prezent. ”Cărți si alte tipărituri aleTipografiei Kner din Gyoma” este titlul expoziției permanente. Conform titlului pot fi văzute cărțiletipărite la Gyoma, invitații artistice de bal,, formulare administrative, calendare, cărți poștale, postere, certificate de stoc și comerciale.

#### Casa Tradiționalã din Endrőd
A fost construit in anul 1862, stâlpii din lemn necesare pentru construirea casei fiind aduse din Transilvania pe râul Criș. În aceasta casa se pot vedea mai multe amintiri din lumea satului din trecut. Este singura casã țãrãneascã din Gyoma care mai deține toate elementele a unei case tipic țãrãnești din trecut. În anul 2000 a fost cumpãratã de administrația localã.

## Personalități
- János Pásztor (Gyoma, 1881 – 1945) sculptor.[necesită citare]
- Béla Vidovszky (Gyoma, 1883 – Budapesta, 1973) pictor.[necesită citare]
- Izidor Kner (Gyoma, 1860 – Gyoma, 1935) a fost tipografie, o figură cheie în editarea și legatoria de cărți din Ungaria. Și-a fondat tipografia la Gyoma în 1882.[necesită citare]
- Imre Kner (1890–1945) Primul copil al fondatorului tipografiei Izidor Kner a devenit directorul tehnic al tipografiei la vârsta de șaptesprezece ani, după studiile sale la Leipzig.[necesită citare]
- Zsigmond Bánfi (1857–1894) istoric literar, traducător.[necesită citare]
- Ferenc Kállai (Gyoma, 1925 – Budapesta, 2010) Câștigător al Premiului Kossuth (1973) actor, regizor.[necesită citare]
- Szujó Zoltán (Salgótarján, 1977 –) újságíró, sportriporter, gyermekkorát Gyomaendrődön töltötte.[necesită citare]
- Tótka Sándor (Mezőtúr, 1994. július 27. –) olimpiai, kétszeres világ- és háromszoros Európa-bajnok valamint ifjúsági olimpiai bajok magyar kajakozó.[necesită citare]

## Demografie
Componența etnică a orașului Gyomaendrőd
     Maghiari (92,72%)
     Romi (4,92%)
     Germani (1,31%)
     Necunoscut (0,46%)
     Alții (0,59%)
Componența confesională a orașului Gyomaendrőd
     Fără religie (32,75%)
     Romano-catolici (24,38%)
     Reformați (10,46%)
     Luterani (1,29%)
     Atei (1,2%)
     Necunoscută (29,87%)
     Greco-catolici (0,05%)
     Alte religii (0,89%)
Conform recensământului din 2011, orașul Gyomaendrőd avea 14.181 de locuitori. Din punct de vedere etnic, majoritatea locuitorilor (92,72%) erau maghiari, existând și minorități de romi (4,92%) și germani (1,31%). Apartenența etnică nu este cunoscută în cazul a 0,46% din locuitori. Nu există o religie majoritară, locuitorii fiind persoane fără religie (32,75%), romano-catolici (24,38%), reformați (10,46%), luterani (1,29%) și atei (1,2%). Pentru 29,87% din locuitori nu este cunoscută apartenența confesională.

## Linkuri externe
https://www.gyomaendrod.com/ro